# Abronia fuscolabialis
Abronia fuscolabialis (земпоальтепекська абронія) — вид веретільницеподібних ящірок родини веретільницевих (Anguidae). Ендемік Мексики.

## Поширення і екологія
Земпоальтепекські абронії відомі за кількома зразками, зібраними в горах Сьєрра-Міштека у штаті Оахака, зокрема на горі Серра-Земпоальтепек та в околицях Тотонтепека, а також в горах Сьєрра-Хуарес. Вони живуть у вологих гірських тропічних лісах, на висоті від 2158 до 2438 м м над рівнем моря. Ведуть деревний спосіб життя.

## Збереження
МСОП класифікує цей вид як такий, що перебуває під загрозою зникнення. Abronia fuscolabialis загрожує знищення природного середовища.